# Hans Bien
Hans Bien (* 27. Februar 1591 in Nürnberg; † 6. August 1632 ebenda) war ein Zeichner und Steinmetz der Stadt Nürnberg.

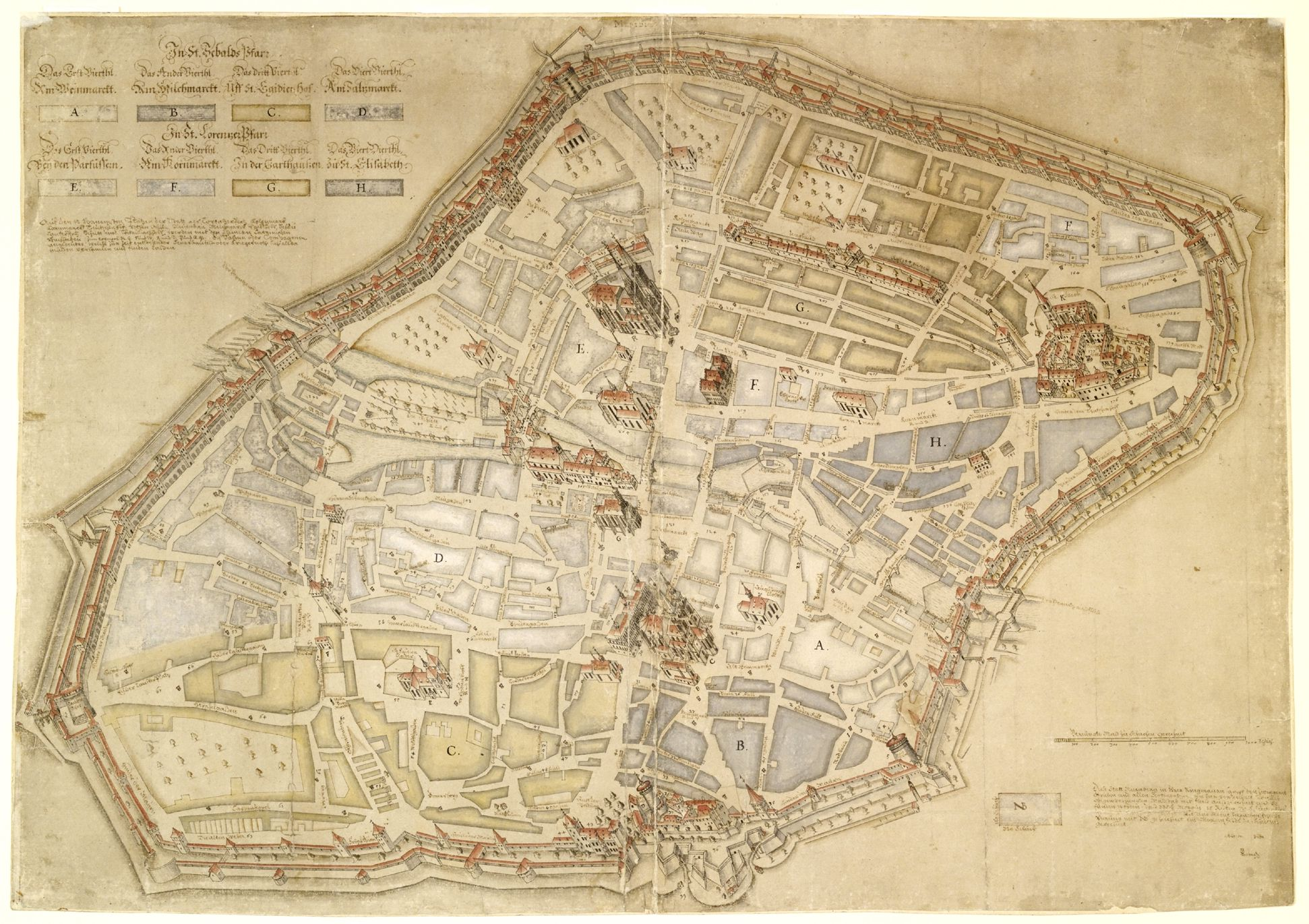
Nürnberg – Prospect aus der Vogelschau, um 1630

Er ist neben Hieronymus Braun der zweite bekannte Nürnberger Kartograph im 17. Jahrhundert. Er erhielt seine Ausbildung als Steinmetz und Zeichner beim Stadtwerkmeister Jakob Wolf dem Jüngeren 1617–1619 wanderte er als Steinmetzgeselle durch Oberdeutschland und Italien. 1620 legte er die Meisterprüfung ab und war danach als Zeichner, Geometer, Architekt, Baugutachter und Festungsbaumeister für die Reichsstadt Nürnberg tätig. Ab 1627 erhielt er ein festes Gehalt als militärischer Berater. Hans Bien starb 1632 in den Notzeiten des Dreißigjährigen Krieges als die Reichsstadt durch die Armee Wallensteins bedroht war und wurde auf dem Rochusfriedhof beerdigt; das Grab ist nicht erhalten.
Berühmt wurde Bien durch Darstellungen der Stadt Nürnberg: Landwehrkarten der Nürnberger Umgebung (1620), ein Nürnberger Stadtgrundriss (1621–1627), die sogenannte Bien-Karte (ein weiterer Stadtgrundriss, 1628–1631) und eine Karte des Pflegamtes Lauf (1628).
Die detaillierten Topographie-Pläne des Hans Bien erlauben es, ein recht genaues Bild vom Stadtgefüge Nürnbergs des frühen 17. Jahrhunderts zu gewinnen.